# Albert Langen

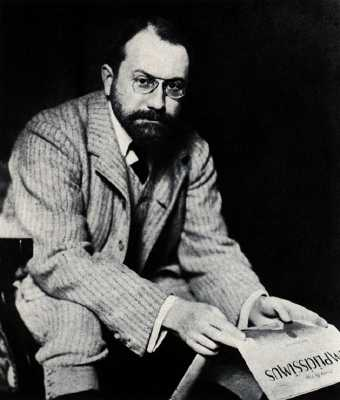
Albert Langen

Albert Langen, född 8 juli 1869, död 30 april 1909, var en tysk bokförläggare.
Langen grundade i München 1896 den radikal skämttidningen Simplicissimus. Han var gift med en dotter till Bjørnstjerne Bjørnson och omhuldade som förläggare nordiska författare och utgav bland annat Selma Lagerlöf, Knut Hamsun med flera på tyska.